# Hysterarthron collare
Hysterarthron collare là một loài bọ cánh cứng trong họ Cerambycidae.